# Tomasz Mrowka
Tomasz Mrowka, né le 9 septembre 1961 à State College (Pennsylvanie) est un mathématicien américain, qui travaille en théorie de jauge, en géométrie différentielle et en topologie en trois et quatre dimensions.

## Carrière
Mrowka étudie au Massachusetts Institute of Technology (MIT) (B.A. en 1983) et obtient un Ph. D. en 1989 à l'université de Californie à Berkeley auprès de Clifford Taubes et Robion Kirby (« A Local Mayer-Vietoris Principle for Yang-Mills Moduli Spaces »). Il est chercheur postdoctoral au Mathematical Sciences Research Institute (MSRI) à Berkeley en 1988-89, puis il travaille de 1989 à 1991 à l'université Stanford et à partir de 1991 au Caltech, où il est professeur de 1992 à 1996. En 1995, il est professeur invité à l’université Harvard et au MIT. À partir de 1996 il est professeur au MIT, depuis 2007 en tant que Simons Professor of Mathematics. Il est nommé directeur du département en .

## Recherche
Avec Robert Gompf (en), Mrowka décrit des modèles de topologie espace-temps de dimension 4.
Mrowka travaille, souvent avec Peter Kronheimer, sur la topologie des 4-variétés, à la suite des travaux fondamentaux de Simon Donaldson. Kronheimer et Mrowka démontrent un théorème de structure pour les invariants de Donaldson. Peter Kronheimer et Tomasz Mrowka démontrent plusieurs conjectures qui étaient restées longtemps ouvertes.
En 1993, ils démontrent la conjecture de Milnor en théorie des nœuds par des méthodes de théorie de jauge. En 1994, ils prouvent, en utilisant la théorie de Seiberg-Witten qui venait d'être développée, une conjecture de Thom, selon laquelle les courbes algébriques sont, parmi les courbes connexes de même classe d'homologie qui ont un plongement lisse dans le plan projectif, celles de genre minimal (le genre d'une courbe, un invariant topologique, est déterminé, pour les courbes algébriques, par leur degré). En 2003, Kronheimer et Mrowka démontrent la « propriété P (de) » de la théorie des nœuds à l’aide de diverses méthodes de la topologie différentielle des variétés. La propriété P dit que la 3-variété de S3 obtenue par la chirurgie de Dehn avec les paramètres p et q≠0 le long d'un nœud non trivial possède un groupe fondamental non trivial.
Parmi ses étudiants, figurent notamment Larry Guth et Ruan Yongbin (en).

## Prix et distinctions
Mrowka est, de 1993 à 1995 un Sloan Fellow,et en 1995 Clay Mathematics Visiting Professor. En 2007 il reçoit, avec Kronheimer le prix Oswald-Veblen et en 2011, toujours avec Kronheimer, le prix Joseph L. Doob pour leur livre Monopoles and Three-Manifolds. Il est membre de l’Académie américaine des arts et des sciences (2007) et de l'Académie nationale des sciences (2015). En 1994 il est conférencier invité au Congrès international des mathématiciens (« Embedded surfaces and the structure of Donaldson´s polynomial invariants) ». En 2018, il est conférencier plénier au Congrès international des mathématiciens de Rio de Janeiro.
En 2023 il est co-lauréat avec Peter Kronheimer du prix Leroy P. Steele pour une « contribution majeure dans la recherche », pour leur article "Gauge theory for embedded surfaces, I" (publié en 1993 dans Topology 32, pp 773–826).

## Travaux
Articles
- Robert E. Gompf et Tomasz S. Mrowka, « Irreducible 4-Manifolds Need not be Complex », Annals of Mathematics, 2e série, vol. 138, no 1,‎ 1er juillet 1993, p. 61–111 (DOI 10.2307/2946635, JSTOR 2946635)
- Peter Kronheimer et Tomasz S. Mrowka, « Gauge theory for embedded surfaces. I », Topology, vol. 32, no 4,‎ 1993, p. 773–826
- Peter Kronheimer et Tomasz S. Mrowka, « Gauge theory for embedded surfaces. II », Topology, vol. 34, no 1,‎ 1995, p. 37–97
- Peter Kronheimer et Tomasz S. Mrowka, « Embedded surfaces and the structure of Donaldson's polynomial invariants », Journal of Differential Geometry, vol. 41, no 1,‎ 1995, p. 573-734
- Peter Kronheimer et Tomasz S. Mrowka, « The genus of embedded surfaces in the projective plane », Mathematical Research Letters, vol. 1,‎ 1994, p. 797-808
- Peter Kronheimer et Tomasz S. Mrowka, « Monopoles and contact structures », Invent. Math., vol. 130, no 2,‎ 1997, p. 209–255
- Peter Kronheimer et Tomasz S. Mrowka, « Witten's conjecture and property P », Geometry and Topology, vol. 8,‎ 2004, p. 295-310 (arXiv math.GT/0311489)
- Peter Kronheimer et Tomasz S. Mrowka, « Khovanov homology is an unknot-detector », Publ. Math. Inst. Hautes Études Sci., no 113,‎ 2011, p. 97–208
- Peter Kronheimer, Tomasz S. Mrowka, Peter S. Ozsváth et Zoltán Szabó, « Monopoles and lens space surgeries », Ann. of Math., 2e série, vol. 165, no 2,‎ 2007, p. 457-546 (MR 2299739)

Livre
- (en) Peter Kronheimer et Tomasz S. Mrowka, Monopoles and three-manifolds, Cambridge, Cambridge University Press, coll. « New Mathematical Monographs » (no 10), 2007, xii+796 (ISBN 978-0-521-88022-0, MR 2388043)